# Cankarův dům v Lublani
Cankarův dům (slovinsky Cankarjev dom) se nachází ve slovinské metropoli Lublani, na Náměstí republiky (na jeho jižním konci). Jde o největší kongresové, kulturní a konferenční centrum ve Slovinsku. Nese název po významném slovinském spisovateli, Ivanu Cankarovi.
Dům má celkem čtyři sály, které nesou názvy po významných osobnostech slovinských dějin; Gallusův sál po Jacobovi Gallusovi, Linhartův sál po Antonu Tomažovi Linhartovi, Kosovelův sál podle Srečka Kosovela a Štihův sál podle Bojana Štiha. Cankarův dům má také velké foyer, kde se konají různé výstavy, umělecká představení apod. Většina sálů se nachází pod úrovní terénu Náměstí republiky.
Cankarův dům má členěnou fasádu obloženou bílými deskami z kararského mramoru.

## Historie
Budovu navrhl slovinský architekt Edvard Ravnikar v roce 1960 a patří mezi jeho nejznámější objekty. Výstavba objektu v brutalistickém stylu byla realizována v letech 1977 až 1982. Výstavbu financovala vláda Socialistické republiky Slovinsko. Před objektem se nachází socha Ivana Cankara od slovinského sochaře Slavka Tihece. Šlo o poslední budovu, která vznikla na Náměstí republiky během jeho výstavby v 60.–80. letech 20. století.
V roce 2011 se uskutečnila rekonstrukce lobby; byl zvýšen strop, upraveno osvětlení i podlaha. Renovace byla kritizována některými architektonickými institucemi ve Slovinsku, např. Asociací architektů Slovinska, Komory architektury Slovinska a dalšími. V současné době je Cankarův dům pod ochranou Komise pro zachování kulturního dědictví Slovinska.